# 산피오델레카메레
산피오델레카메레(이탈리아어: San Pio delle Camere)는 이탈리아 아브루초주 라퀼라도에 있는 코무네이다.